# باراغورو راماشاندربا
باراغورو راماشاندربا (بالإنجليزية: Baraguru Ramachandrappa)‏‏ (18 أكتوبر 1946 في تومكور ‏ - ) مخرج أفلام، وشاعر، وكاتب سيناريو من الهند.

## روابط خارجية
- باراغورو راماشاندربا على موقع IMDb (الإنجليزية)